# Flying Fish Cove

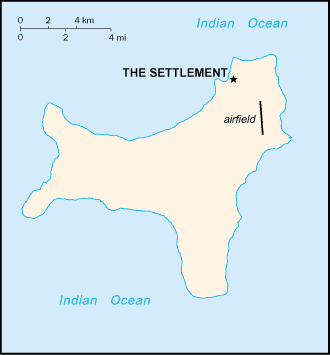
Hartă a Insulei Crăciunului; se poate observa localitatea Flying Fish Cove (The Settlement)

Flying Fish Cove este principala așezare din Insula Crăciunului (din Oceania). Deși a fost denumită după nava britanică Flying-Fish, locația este adesea numită „The Settlement”. (Așezarea) A fost prima localitate britanică de pe insulă, înființată în 1888.